# هرم قدرت در هند
هرم قدرت در هند یا ترتیب اولویت مقامات در هند به شرح زیر است.

## نظام سلسله مراتبی و تشریفات در هند به ترتیب
| رتبه | افراد |
| ---- | --- |
| ۱    | - رئیس جمهور هند |
| ۲    | - معاون رئیس جمهور هند |
| ۳    | - نخست‌وزیر |
| ۴    | - فرمانداران ایالت هند |
| ۵    | - رئیس جمهور پیشین، |
| ۵آ   | - معاون نخست‌وزیر |
| ۶    | - رئیس دادگستری هند، - رئیس پارلمان لُک سَبها، |
| ۷    | - کابینهٔ وزیران اتحادیه، - رئیس وزرای ایالتی - نایب رئیس کمیسیون برنامه‌ریزی هند، - نخست‌وزیران سابق، - رهبران مخالفان در مجلس‌های اعیان و عوام راجیا سَبها و لُک سَبها، - اعضای بهارات راتْنا. |
| ۸    | - کمیسیون سفیران فوق‌العاده و مختار و عالی کشورهای مشترک‌المنافع در هند، - رئیس وزرای ایالتی (هنگامی که خارج ایالات مربوطه می‌باشند)، - فرمانداران ایالت‌ها (هنگامی که خارج ایالات مربوطه می‌باشند). |
| ۹    | - قضات دیوان عالی هند (قضات هند)، - رئیس کمیسیون انتخابات، - بازرس و حسابرس عمومی، - رئیس کمیسیون خدمات عمومی اتحادیه. - رئیس هیئت مدیره، دادگاه سبز ملی |
| ۱۰   | - نایب رئیس، پارلمان راجیا سَبها، - معاون وزرای ایالات، - معاون رئیس پارلمان مردمی لُک سَبها، - اعضای کمیسیون برنامه‌ریزی، - وزیران کشورهای اتحادیه. |
| ۱۱   | - فرمانداران در سرزمین‌های اتحادیهٔ مربوطه، - دادستان کل هند، - وزیر کابینه. |
| ۱۲   | - ارتشبد نیروی زمینی هند، - ارتشبد نیروی هوایی هند، - دریابُد نیروی دریایی هند. |
| ۱۳   | - فرستادگان فوق‌العاده و وزیران مختار و سفیران کشورها در هند. |
| ۱۴   | - رئیس قضات ایالات، - رئیس پارلمان ایالتی در هر ایالت. |
| ۱۵   | - سروزیران سرزمین‌های اتحادیه - کابینهٔ وزیران در ایالت (در کشورهای متبوع خود)، - مدیر اجرایی مشاور دهلی نو (در سرزمین‌های اتحادیهٔ مربوطه می‌باشند)، - معاون وزیران اتحادیه. |
| ۱۶   | - رئیسان ستادهای نیروهای سه‌گانهٔ ارتش با درجهٔ سپهبدی یا درجهٔ معادل آن. |
| ۱۷   | - قضات دادگاه‌های عالی ایالتی هند (قضات ایالات)، - رئیس هیئت مدیره، دادگاه اداری مرکزی، - رئیس هیئت مدیره، کمیسیون اقلیت، - رئیس هیئت مدیره، طبقه‌های اجتماعی برنامه‌ریزی‌شده و کمیسیون برنامه‌ریزی‌شدهٔ قبایل، - اعضای قضایی، دادگاه سبز ملی |
| ۱۸   | - کابینهٔ وزیران در هر ایالت (در خارج ایالات مربوطه است)، - وزیران کابینه در ایالت‌ها و رئیس مجلس قانونگذاران ایالتی (در خارج ایالت‌های مربوطه است)، - رئسیان هیئت مدیره، انحصارات و کمیسیون تجارت‌های محدود، - معاونان رئیس مجلس‌های قانونگذاران ایالتی (در ایالات مربوطه است)، - وزیران امور خارجه در ایالتی (در کشورهای متبوع خود)، - وزیران سرزمین‌های اتحادیه و مشاوران اجرایی دهلی نو (در سرزمین‌های اتحادیه مربوطه است)، - رئیس مجلس مقننه در سرزمین‌های اتحادیه، - رئیس شورای شهر دهلی نو (در سرزمین‌های اتحادیه مربوطه است). |
| ۱۹   | - کمیسیون رئیس سرزمین‌های اتحادیه که بدون شورای وزیران هستند (در سرزمین‌های اتحادیه مربوطه است)، - معاون وزیران در ایالت (در ایالات مربوطه است)، - معاون رئیس مجلس مجلس مقننه در سرزمین‌های اتحادیه، - نایب رئیس شورای شهر دهلی نو (با در سرزمین‌های اتحادیه مربوطه است). |
| ۲۰   | - نایب رئیس و معاون رئیس مجلس قانونگذاران ایالتی (در خارج ایالات مربوطه است)، - وزیران امور خارجه ایالتی (خارج استان مربوطه است). |
| ۲۱   | - اعضای پارلمان |
| ۲۲   | - معاون وزیران ایالتی (در خارج ایالات مربوطه است). |
| ۲۳   | - فرماندهان نیروی زمینی / جانشین رئیس ستاد نیروی زمینی یا معادل آن در دیگر نیروهای نظامی، - دبیر دولت ایالتی (در ایالت مربوطه است)، - کمیسر برای اقلیت‌های زبانی، - کمیسر طبقات خاص و قبایل ویژه، - اعضاء، کمیسیون اقلیت، - اعضاء، طبقات برنامه‌ریزی و قبایل برنامه‌ریزی کمیسیون، - افسران درجه کامل رتبه عمومی یا معادل آن، - وزرای امور را به دولت هند، - راه آهن انجمن رئیس هیئت مدیره، - وزیر امور خارجه، اقلیت کمیسیون، - وزیر امور خارجه، کمیسیون اقلیت‌ها. طبقه کاست/ قبایل، - دبیران دولت / رئیس‌جمهور، - دبیر / به نخست وزیر، - دبیر، پارلمان‌های عوام و اعیان / راجیا سَبها و لُک سَبها، - وکیل عمومی، - رئیس سابق CBDT وزیر مقام ویژه به دولت هند، - اعضای سابق CBDT وزیر مقام ویژه به دولت هند. - نایب رئیس، دادگاه اداری مرکزی. - عضو هیئت مدیره راه آهن، - کارشناس اعضاء، دادگاه ملی سبز |
| ۲۴   | - سپهبد نیروی زمینی هند - سپهبد نیروی هوایی هند - دریاسالار نیروی دریایی هند. |
| ۲۵   | - وکیل مدافع ایالات - معاون وزرای به دولت هند - معاون وکیل عمومی/ معاون دادستان - رئیس هیئت مدیره، کمیسیون تعرفه - کارداران و معاونان سفارتخانه‌ها - رئیس وزیران سرزمین‌های اتحادیه (در خارج سرزمین‌های اتحادیه مربوطه است) - رئیس مشاور اجرایی دهلی نو (در خارج سرزمین‌های اتحادیه مربوطه است) - رئیس وزرای دولت‌های ایالتی (در خارج ایالات مربوطه است)، - معاون بررسی و حسابرس عمومی - معاون رئیس مجلس مجلس مقننه در سرزمین‌های اتحادیه - رئیس شورای شهر دهلی نو، (در خارج سرزمین‌های اتحادیه مربوطه است) - نایب رئیس، شورای شهر دهلی نو (در خارج سرزمین‌های اتحادیه مربوطه است) - مدیر اداره مرکزی بررسی - مدیر کل نیروی امنیت مرزی - مدیر کل پلیس رزرو مرکزی - مدیر، اداره اطلاعات - ستوان فرمانداران (در خارج سرزمین‌های اتحادیه مربوطه است) - اعضاء، مرکزی دادگاه اداری - اعضاء، انحصارات و محدود کمیسیون شیوه‌های تجارت - اعضاء، کمیسیون خدمات عمومی اتحادیه - معاون دانشگاه مرکزی - وزیران سرزمین‌های اتحادیه و اجرایی مشاوران، دهلی نو (خارج رتبه مربوطه می‌باشند) - افسران اصلی ستادی نیروهای نظامی با درجهٔ سرلشکری یا درجهٔ معادل آن - رئیسان مجلس‌های قانون‌گذاری در سرزمین‌های اتحادیه - رئیس کمیسیون درآمد مالیاتی |
| ۲۶   | - وزیران امور مشترک به دولت هند - سرلشکر نیروی زمینی هند - سرلشکر نیروی هوایی هند - دریابان نیروی دریایی هند - بازرس کل پلیس هند - کمیسیون درآمد مالیاتی - کمیسر گمرک. |

## سلسله مراتب در هر وزارت خانه
1. - Minister                                                  وزیر
2. - Ministers of States                           وزیر مشاور
3. - Secretaries                                           قائم مقام
4. - Additional Secretaries                          معاون
5. - Joint Secretaries                                 مدیرکل
6. - Directors                                             مدیر
7. - Deputy Secretary                            معاون اداره
8. - Under Secretary                            مسئول بخش
9. - Secretariat/Technical Officers            کارکنان